# 里奧奇科縣 (聖克魯斯省)

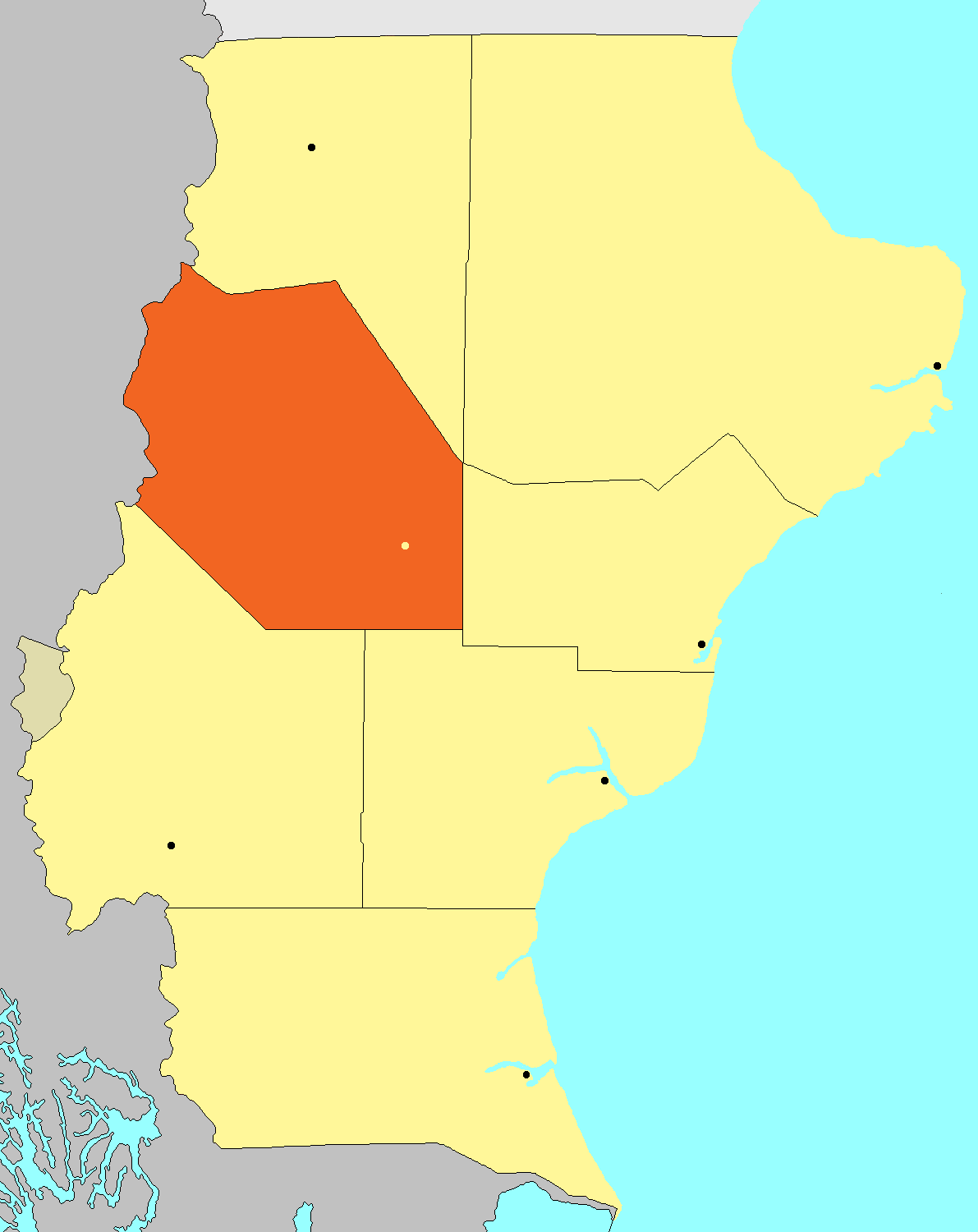

里奧奇科縣（西班牙語：Departamento Río Chico），是阿根廷的縣份，位於該國南部聖克魯斯省，首府設於格雷戈雷斯省長鎮，面積34,262平方公里，2010年人口5,158，人口密度每平方公里0.15人。